# Nicolai Eigtved
Nicolai Eigtved, conocido también como Niels Eigtved (4 de junio o 22 de junio de 1701-7 de junio de 1754), fue un arquitecto danés e introductor y principal partidario del estilo rococó francés o barroco tardío en Dinamarca en las décadas de 1730-1740. Diseñó algunos de los edificios más destacados de su época, de los que un gran número aun se conservan. También desarrolló un importante rol en el establecimiento y fundación de la Real Academia de Bellas Artes de Dinamarca (Det Kongelige Danske Kunstakademi), de la que fue el primer director de origen danés.

## Juventud y formación
Nacido Niels Madsen en la granja de la localidad de Egtved en la parroquia de Haraldsted en la isla de Selandia, Dinamarca hijo de Mads Nielsen y de Dorthe Hansdatter. Fue formado localmente como un jardinero y luego, en 1720, fue promocionado al mismo puesto en los jardines del palacio de Frederiksberg.
En julio de 1723 tuvo la oportunidad de viajar fuera de su país como aprendiz de jardinero del rey. Viajó a Berlín y Dresde, entre otros lugares de Alemania, con el fin de poder mantener su puesto de jardinero y aprender el idioma alemán.

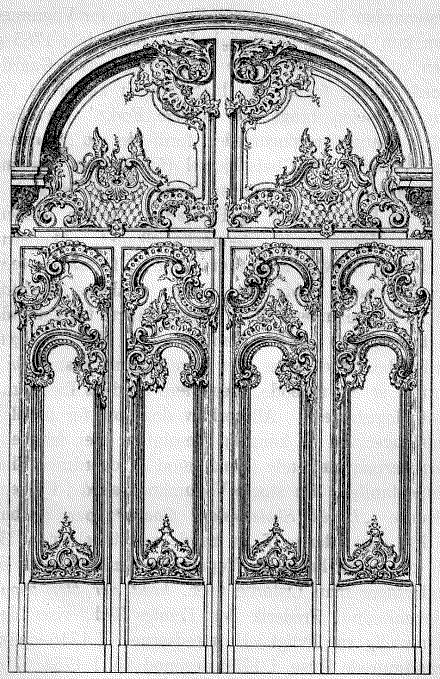
Dibujos de Eigtved para la puerta del portal principal en el palacio de Christiansborg, tallada por Louis August le Clerc

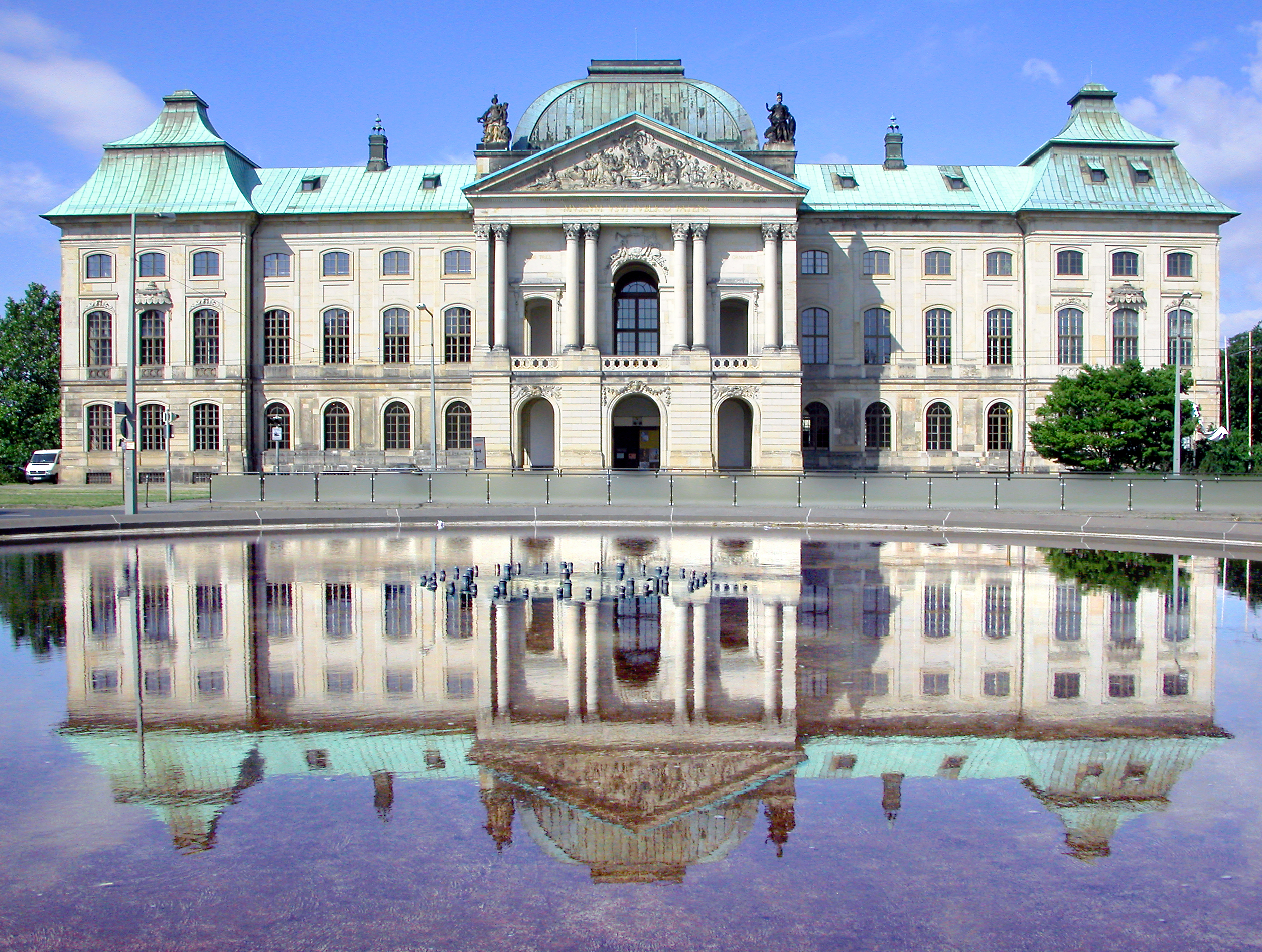
Palacio Japonés en Dresde

## Años en Polonia
Desde 1725 residió en Varsovia, Polonia donde consiguió llamar la atención del arquitecto y dibujante alemán coronel Matthäus Daniel Pöppelmann, para el que trabajó durante varios años. Pöppelmann estaba bien relacionado con la corte sajona-polaca de Federico Augusto I el Fuerte donde ocupaba el cargo de segundo teniente en el cuerpo de ingenieros sajón-polaco.
Eigtved tuvo la suerte de entrar en un rico ambiente arquitectónico, que estaba influenciado por la presencia de inmigrantes franceses como Jean de Bodt y Zacharias Longuelune. Algunos de los trabajos de Pöppelmann en esos años en los que Eigtved probablemente participó fueron el puente de Augusto (Augustusbruecke) en Dresde (1728), la ampliación del palacio Japonés en Dresde (1727), esbozos para la iglesia de los Reyes Magos en el sector nuevo de la ciudad de Dresde (1723-1739), y en un nuevo y amplio patio para la Dinastía Sajona (c.1730).
En 1730 Eigtved fue ascendido a teniente del cuerpo de ingenieros y participó en la construcción de edificaciones militares en las cercanías de Zeithain. En esa época hizo amistad con el general danés Poul Vendelbo Løvenørn que a su regreso a Dinamarca sugirió al rey Cristián VI para que lo llamase de regreso al país. El soberano procedió a llamar a Eigtved a Dinamarca, le concedió el cargo de capitán y le prohibió servir a otras potencias.

## En servicio en Dinamarca
Elevado a teniente en Dinamarca en 1732 el rey Cristián VI le envió de viaje a Italia para que ampliara sus conocimientos en arquitectura civil entre 1732 y 1735. A su regreso a Dinamarca se detuvó y realizó dibujos en Viena y Múnich donde se familiarizó con el estilo rococó visto en el diseño del arquitecto francés François de Cuvillies en el recién construido pabellón de Amalienburg, cerca de Nymphenburg.
Tras doce años de ausencia Eigtved regresó a Dinamarca en 1735. La construcción de edificios se encontraba en un punto álgido, con la edificación del castillo de Christiansborg que había comenzado tres años antes. Fue nombrado capitán en el Cuerpo de Ingenieros, y nombrado real maestro de obras con la responsabilidad de supervisar las obras en Jutlandia y Fionia el año 1735.

## Maestro de edificios real
Esto dio inicio a una larga rivalidad con su colega Lauritz de Thurah otro arquitecto real y el principal representante de la arquitectura barroca de su país. Eigtved se convirtió en el arquitecto favorito del rey y el rococó de Eigtved en el estilo preferido para la construcción de edificios. Como resultado, de Thurah fue pasado por alto y los mejores edificios y proyectos fueron asignados a Eigtved.
Participó junto con el arquitecto alemán Elias David Hausser y Lauritz de Thurah en la construcción de los interiores del castillo de Christiansborg, con trabajos esculpidos en madera por Louis August le Clerc. De Thurah y Eigtved, se dividieron el trabajo en los interiores. Eigtved diseño los apartamentos del rey, la escalera principal, los interiores de la capilla, los pabellones de las caballerizas, el puente de Mármol (Marmorbroen) y sus dos pabellones y le confirió al castillo su delicado estilo Luis XV. Desgraciadamente la mayor parte del trabajo de Eigtved desapareció en el incendio del castillo de Christiansborg de 1794.
Hausser, que había sido el arquitecto original del proyecto perdió su influencia ante los jóvenes de Thurah y Eigtved que adquirieron mayores compromisos y proyectos en la construcción del castillo. En 1738 el rey estableció una comisión que supervisara y condujera la construcción del castillo. La comisión estaría dirigida por el ministro de Estado Johan Sigismund Schulin (1694-1750). Al mismo tiempo Eigtved y de Thurah cambiaron sus zonas de responsabilidad mientras a de Thurah le dieron Copenhague y la isla de Selandia a Eigtved le correspondió la península de Jutlandia.

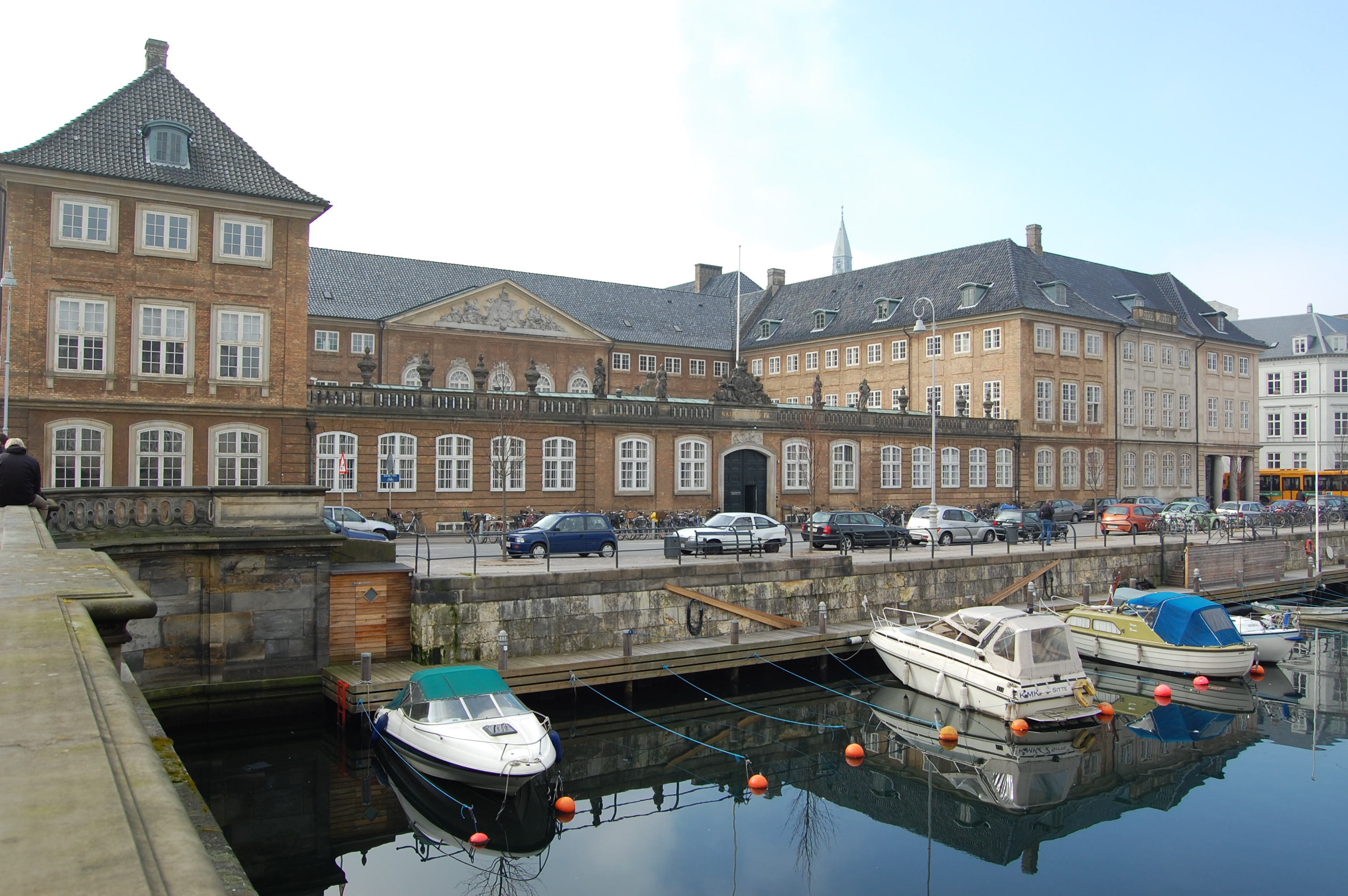
Mansión del Príncipe en el Frederiksholms Kanal

En 1742 Eigtved fue promovido a teniente coronel en el Cuerpo de Ingenieros, también pasó a formar parte de la Comisión de Construcción desde la que consiguió hacerse con el liderazgo de la construcción del castillo de Christiansborg de Copenhague en detrimento de Hausser.
Eigtved diseñó y construyó junto a Boye Junge, el palacio del Príncipe (Prinsens Palæ) en el Frederiksholms Kanal en Copenhague (1743-1744) para el príncipe heredero y futuro rey Federico V. El edificio actualmente sirve de Museo Nacional (Nationalmuseet). Al mismo tiempo diseño una mansión para Schulin, uno de los integrantes de la Comisión de Construcción en Frederiksdal.
Entre 1744 y 1745 Eigtved construyó un pequeño pabellón para el consejero privado J. S. Schulin en el lago de Furesø llamado pabellón de Frederiksdal; acreditado como el más temprano ejemplo danés de maison de plaisance; disponía una serie de grandes y pequeñas habitaciones dispuestas de forma simétrica a lo largo de un eje principal compuesto por el vestíbulo y el conservatorio. Los tejados en mansarda son el resultado de una modificación llevada a cabo por Johann Gottfried Rosenberg en 1752-1753, quien mientras trabajaba en Frederiksdal también diseño la granja Margård, construida en el noroeste de Fionia e igualmente inspirada en las casas de campo francesas.

## Fundación de la Real Academia de Bellas Artes
En la misma época entró en contacto con la Academia de Dibujo y Pintura (Tegne – og Malerakademiet), predecesora de la Real Academia de Bellas Artes de Dinamarca (Det Kongelige Danske Kunstakademi). Hasta entonces la Academia había tenido una existencia penosa, con un liderazgo débil. Eigtved se hizo cargo de la dirección de la Academia en 1745 tras la salida de Hieronimo Miani como líder desde Dinamarca.
El puente de mármol en Christiansborg fue completado en 1744. Fue designado inspector para los edificios eclesiásticos para Copenhague, Kronborg, Antborskov, Vordingborg y el distrito de Tryggevælde en 1745.
En 1746 Federico V ascendió al trono y junto a sus subida al poder el mariscal de la corte (Hofmarshal) Adam Gottlob Moltke, ascendió al poder y él sería el principal partidario de Eigtved en la corte.
El 28 de diciembre de 1747 realizó la propuesta de crear una nueva y fortalecida academia la cual fue aprobada por el rey el 12 de febrero de 1748. De esta manera Eigtved tomó el poder de la nueva Academia de forma vigorosa como su primer director siendo el primer danés en ocupar dicho cargo. A finales del verano de 1748 la Academia se trasladó al piso superior de las caballerizas del palacio de Christiansborg donde Eigtved también tenía su despacho oficial.

## Un nuevo distrito en Copenhague: Frederiksstad

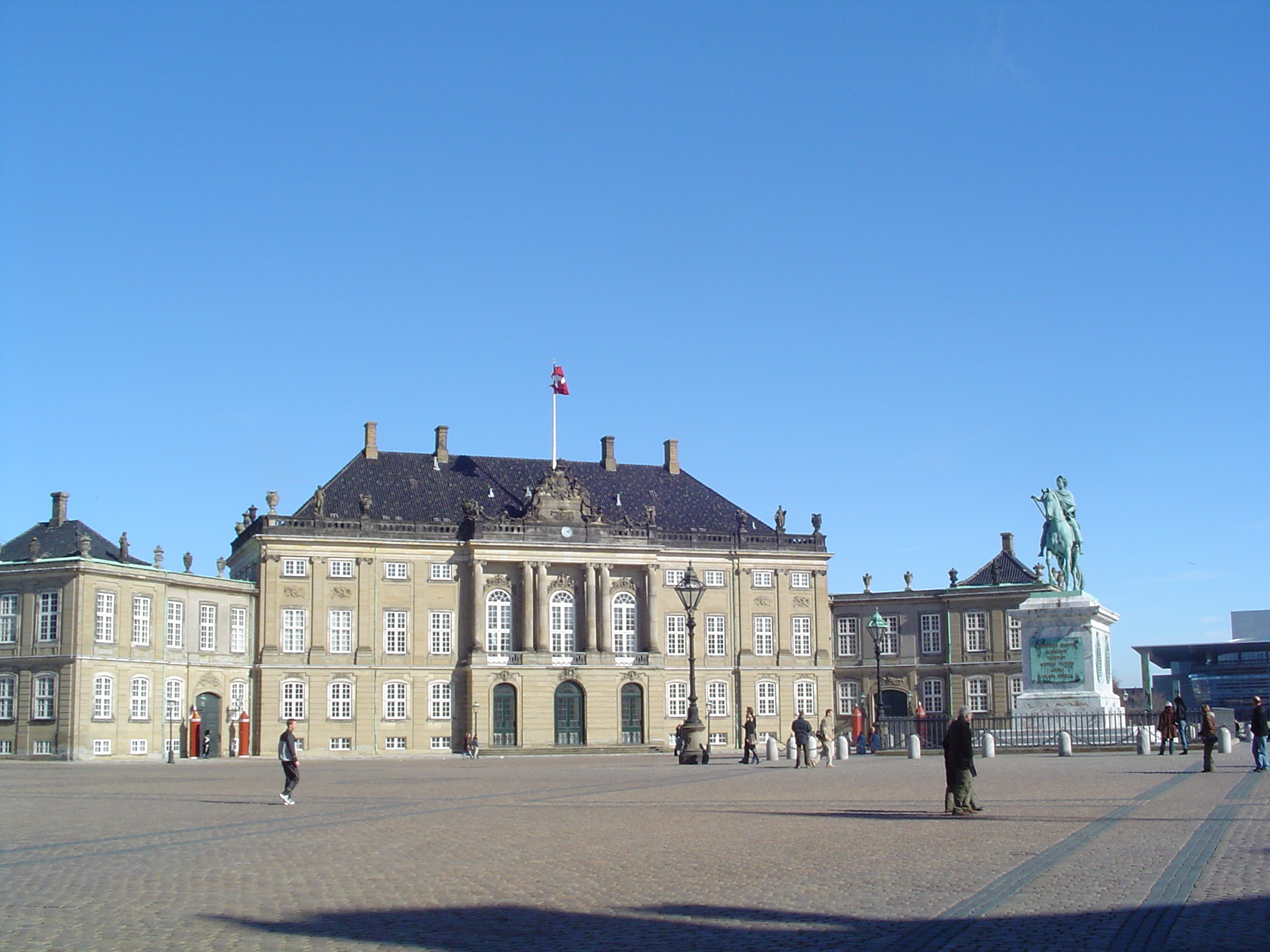
Palacio de Cristian IX en Amalienborg

En 1748 se cumplía el 300.º aniversario de la ascensión al trono danés de la casa de Oldenburgo y en 1749 el 300.º aniversario de la ascensión de Cristian I de Dinamarca, con tal motivo se decidió la construcción de un nuevo distrito en Copenhague que sería llamado Frederiksstad. El proyecto fue encabezado por Moltke y el arquitecto sería Eigtved. El nuevo barrio de Frederiksstad sería construido en los que habían sido jardines de la reina Amelia (Amalienhave), y se trasformaría en uno de los mejores ejemplos de arquitectura rococó de toda Europa. 
En el centro del nuevo barrio se construirían cuatro palacios idénticos denominados Amalienborg alrededor de una plaza octogonal, uno de ellos será el palacio Moltke, conocido hoy en día como palacio de Cristián VII. En el medio de la plaza se colocó una estatua ecuestre del rey Federico VI, diseñada por el escultor francés Jacques François Joseph Saly y donada por la Compañía Asiática Danesa (Asiatisk Kompagn) que estaba dirigida por Moltke. Los cuatro palacios patricios ubicados en la plaza eran exteriormente idénticos pero con los interiores diferentes entre sí. El palacio de Moltke fue el más caro y el que tenía de los interiores más extravagantes: su gran salón de los Caballeros (Riddersalen) está considerado como el mejor interior de estilo rococó de Dinamarca.
Eigtved también diseñó y construyó en el barrio de Frederikstad el Hospital de Frederiks, actualmente Museo Danés de Artes Aplicadas (’’Kunstindustrimuseet’’). Eigtved también supervisó la construcción de algunos edificios relevantes del nuevo barrio como la céntrica iglesia de Federico (Frederikskirke), actualmente más conocida como la iglesia de Mármol (Marmorkirken).
Moltke como director de la Compañía Asiática Danesa le encargo la construcción de un nuevo almacén para la compañía en Christianshavn. El edificio llamado por Eigtved con el nombre de Pakhus fue construido entre 1748-1750. Durante el mismo período Eigtved trabajo en la ampliación de la finca de Moltke en Bregentved que le había sido regalada por el rey al subir al trono. Eigtved fue promovido a coronel del Cuerpo de Ingenieros en 1749.

## Cambio de dirección y caída de Eigtved
Eigtved se convirtió en el primer director de la Academia en 1751. Sin embargo, el estilo rococó de Eigtved, que había sido popular durante tanto tiempo, estaba a punto de sufrir el cambio de interés del rey absolutista. El 30 de marzo de 1754 en el trigésimo cumpleaños del rey la Academia se trasladó al palacio de Charlottenborg, tomando definitivamente su nombre de Real Academia Danesa de Bellas Artes, a imagen de la Academia francesa. Eigtved fue desairado en la ceremonia de apertura de la nueva Academia cuando el profesor y retratista real Carl Gustaf Pilo dio el discurso de bienvenida al rey, no Eigtved. Eigtved fue cesado en su posición como director unos pocos días más tarde, siendo sustituido en la dirección por el escultor francés Jacques Francis Joseph Saly.
También el mismo día en que la Academia se trasladó a Charlottenborg, sus diseños para el palacio Moltke fueron presentados oficialmente al rey.

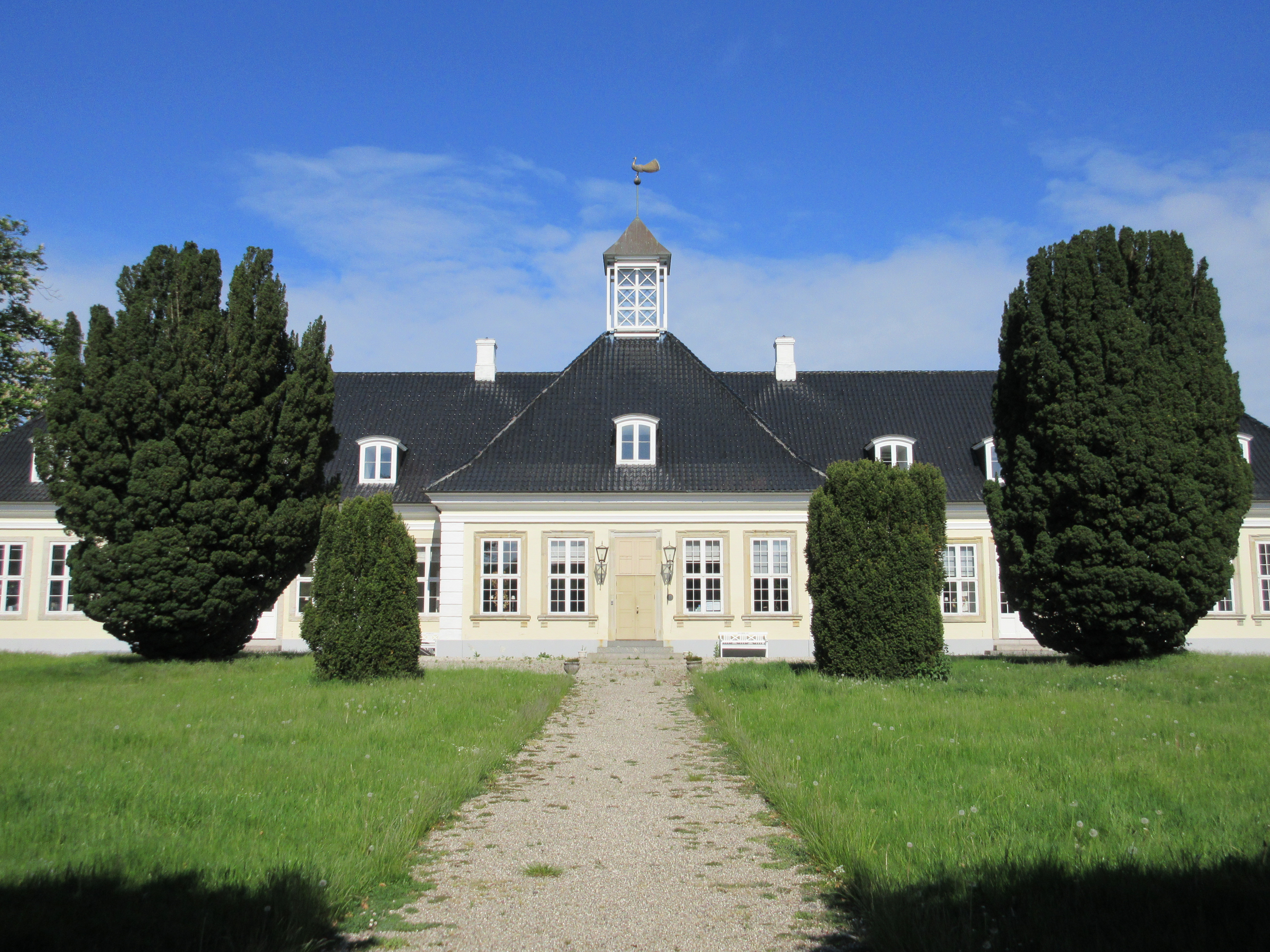
Sophienberg en Hørsholm

Eigtved falleció dos meses más tarde el 7 de junio de 1754 en Copenhague. A su muerte dos de los cuatro palacios de Amaliemborg estaban finalizados, los dos más occidentales. El trabajo que había comenzado fue continuado por de Thurah siguiendo de manera rigurosa los planos de su antecesor. Los palacios fueron completados finalmente en 1760, de Thurah intentó sin éxito obtener la dirección de la obra de la iglesia de Frederick, pero se le negó ese papel, que fue a parar a Nicolas-Henri Jardin el 1 de abril de 1756.
Eigtved fue junto con Laurids de Thurah el principal arquitecto de su tiempo. Su propia muerte le salvó posiblemente de una larga y agonizante caída, como la que Laurids de Thurah había sufrido. Cuando su estilo rococó dio paso al más moderno neoclasicismo en las preferencias del rey junto a un nuevo arquitecto, Nicolas-Henri Jardin. Eigtved también construyó el palacio de Sophienberg en Rungsted, el viejo Teatro Real de Copenhague, y en 1753 ayudó en la ampliación del palacio de Fredensborg añadiendo cuatro pabellones dispuestos simétricamente en las esquinas del edificio principal y coronados con tejados de cobre en forma piramidal.

## Vida personal
El 24 de mayo de 1743 se casó con Sophie Christine Walther (1726-1795), doncella de la princesa Luisa, en la capilla del castillo de Frederickborg. Tuvieron siete hijos, pero solo tres llegaron a la edad adulta. Su hija, Anne Margrethe Eigtved, se casó con el arquitecto Georg David Anthon (1714-1781).
Eigtved murió el 7 de junio de 1754 en Copenhague. Él y los miembros de su familia fueron enterrados en la iglesia de San Pedro de Copenhague.

## Obras y proyectos
- 1737: Plano urbano de Hørsholm;[22]

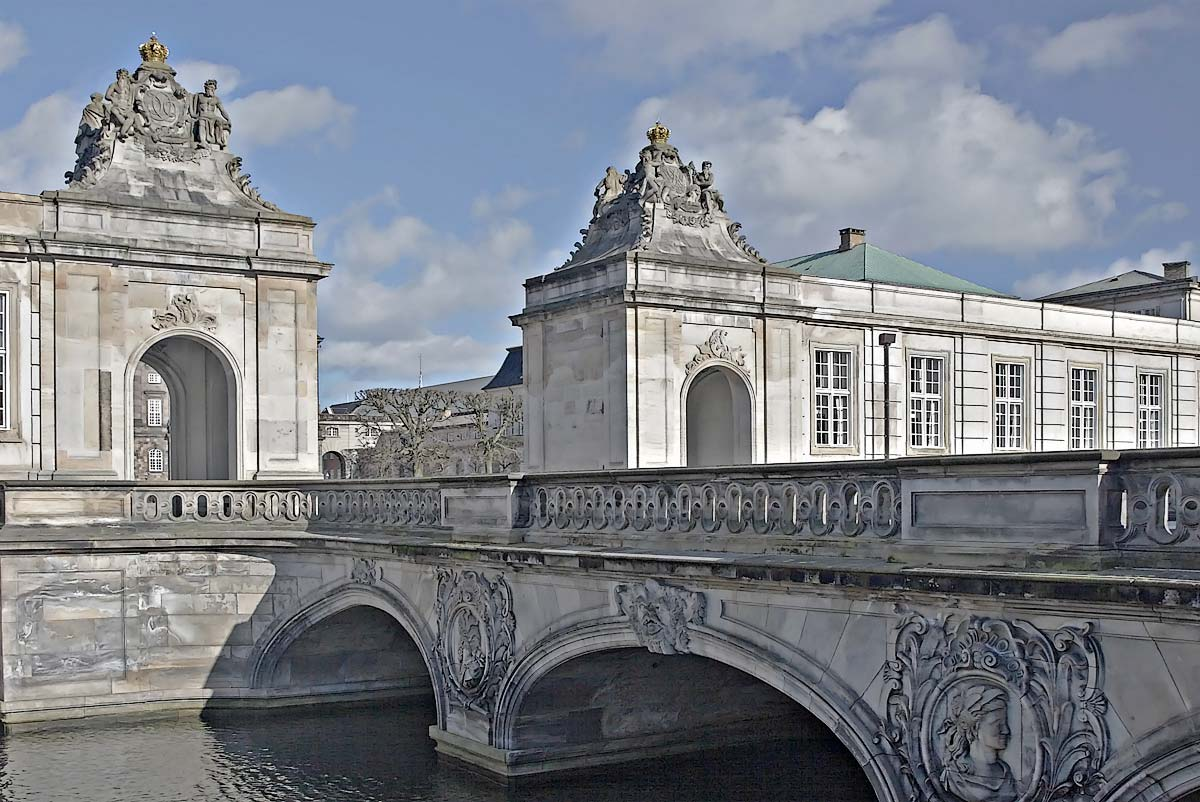
Marmorbroen (puente de mármol)

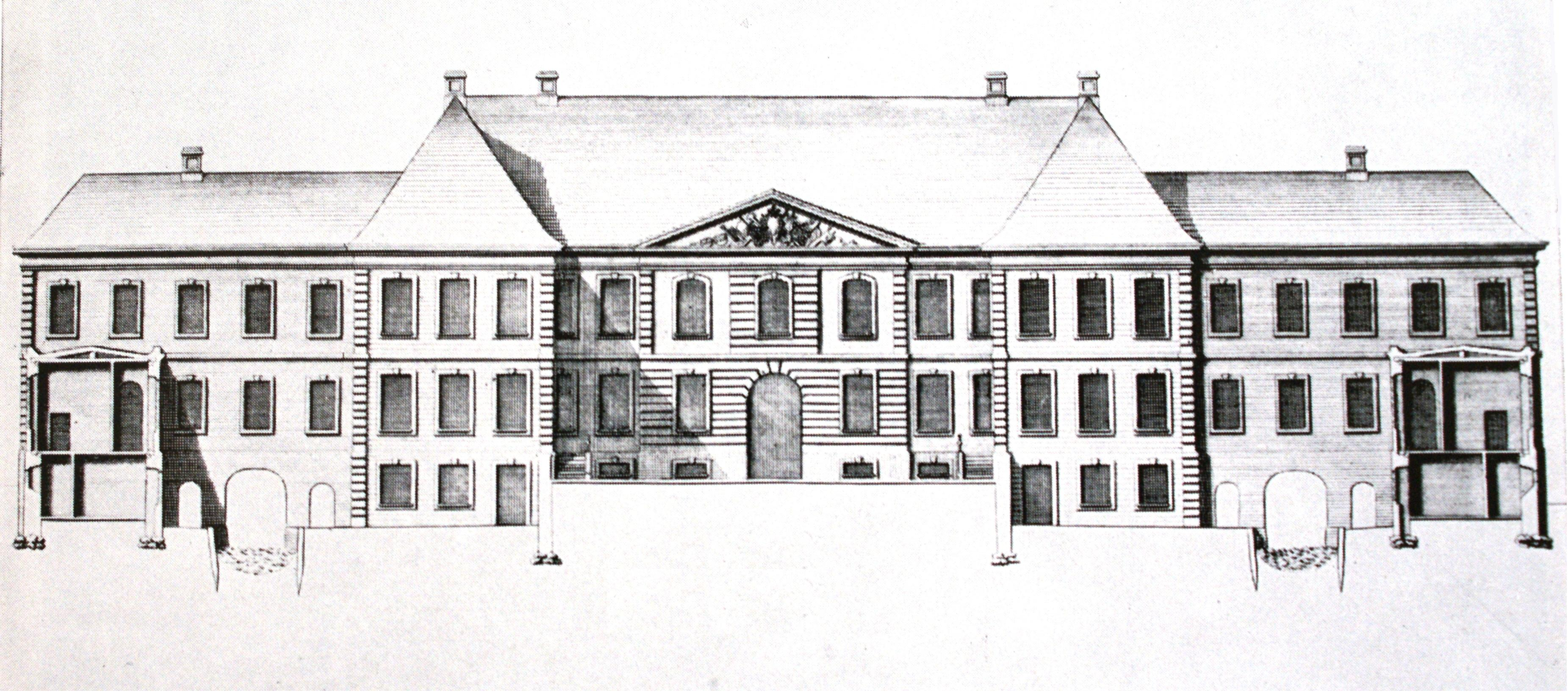
Friedrichsruh

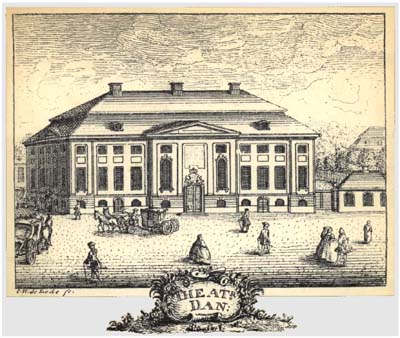
El Teatro Real (Det Kongelige Teater)

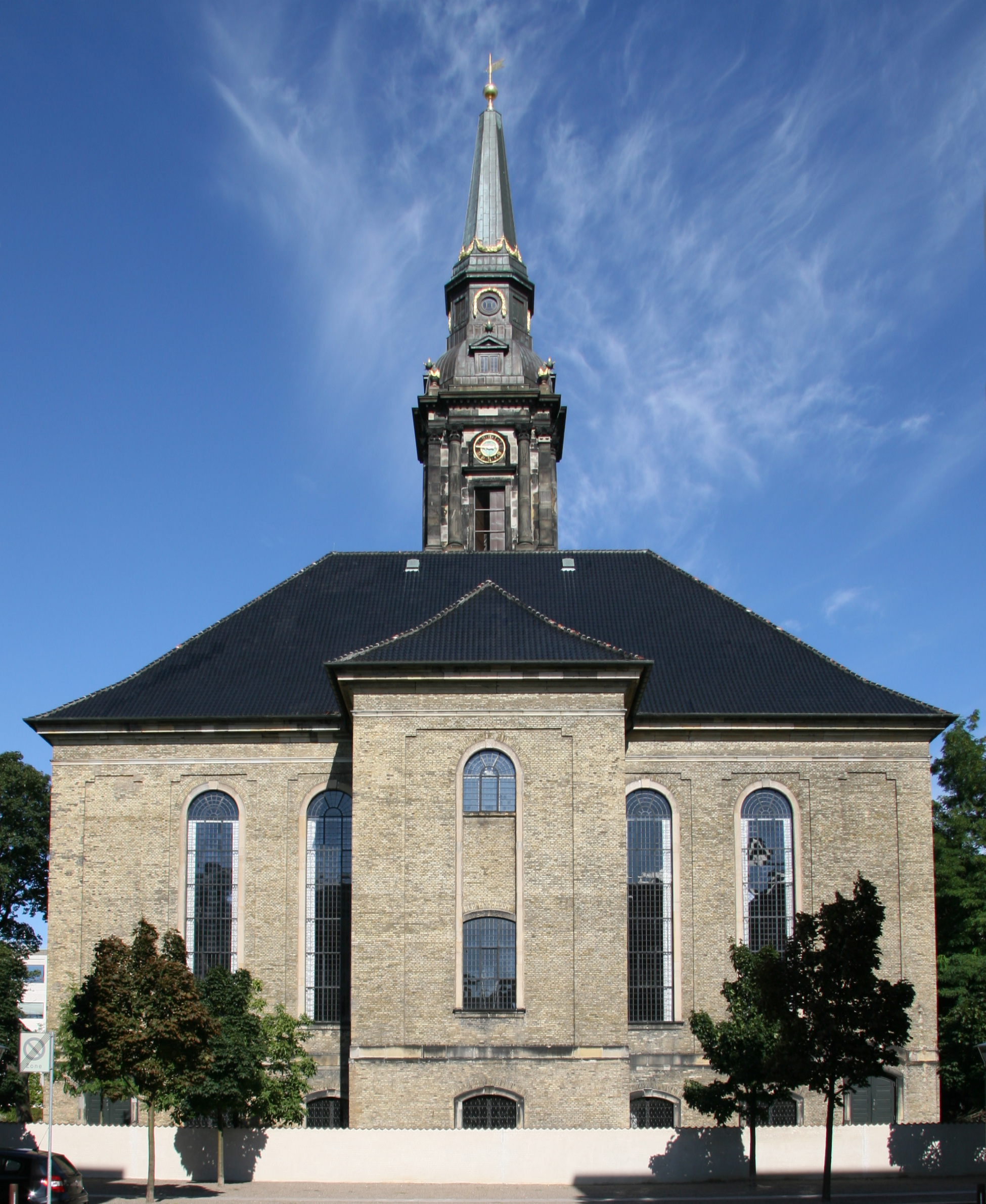
Christians Kirke (iglesia cristiana)

- 1737-1742: Interiores de los plantass del rey y del príncipe heredero en el castillo de Christiansborg (incendiado en 1794);
- 1738: Proyecto de escalera principal y torre del castillo (escalera real no construida);
- 1739-1744: Interiores de la iglesia del palacio de Christiansborg (incendiada  en 1794);[23]
- 1739-1745: Marmorbroen (puente de mármol) con los dos pabellones (catalogado);
- 1740, 1748-1750: Reconstrucción de Bregentved (demolido en 1887 excepto el portal del ala norte, catalogado);[24]
- 1742: finalización del castillo de Christiansborg (ala sur del establo, puertas principales, teatro, quemado en 1794);
- 1743-1744: Prinsens Palæ (Mansión del Príncipe), Frederiksholms Kanal 12, Copenhague (reconstrucción parcial, catalogado);[25]
- 1743-1744: Sophienberg cerca de Rungsted (luego elevado, parcialmente demolido 1807-1809, catalogado en 1964);[26]
- 1744-1746: Frederiksdal (techo convertido en mansarda, 1752-1753 por J.G. Rosenberg, listado);[27][28]
- 1744-1747: remodelación del Schloss Friedrichsruh en Holsten (demolido en 1787);
- 1745: Proyecto de remodelación del Børsrampen;
- 1745: Proyecto de reconstrucción del castillo de Charlottenlund (no construido);
- 1745: Interiores y ampliación de la casa de jardín china en el castillo de Hirschholm (demolida);
- 1747-1748: Det Kongelige Teater (Teatro Real) de Kongens Nytorv (demolido en 1874);[29]
- 1748-1750: Almacén Asiatisk Kompagnis, ahora Almacén Eigtveds, Strandgade 25, Christianshavn (, catalogado);[30]
- 1749: Proyecto para Frederiksstaden y la plaza Amalienborg con las 4 mansiones;[31]
- 1749-1754: 5 proyectos para iglesia de Frederiks (no construido);[32]
- 1750-1754: Castillo de Amalienborg, las 4 mansiones y la plaza (1750-54 para una de las mansiones y 1750-60 para las tres restantes, catalogadas en 1918);[33]
- 1749-1750: Landakirkja , Vestmanø, Islandia;
- 1750-1754: Dibujos de fachadas de casas cívicas para las casas en Amaliegade 5 (schalburged y demolida en 1944), 10, 11, 12, 13, 14, 15, 16, 17, 21, 22-24; y en Sankt Annæ Plads 7 y 9 (varios de estos protegidos);[34]
- 1751: Lindencrones Palæ (mansión Lindencrones]], Bredgade 26 (catalogada);
- 1752-1757: Frederiks Hospital, ahora Designmuseum Denmark , Bredgade 68 (los edificios alrededor de Grønnegården, listados);[35]
- 1750: Turebyholm (reconstrucción importante de 1752 a 1756, incluido en la lista);[36]
- 1753: residencia de alguacil en Viðey, Islandia;
- 1753: ampliación del castillo de Fredensborg con cuatro torres en las esquinas (catalogada);
- 1753: Christians Kirke, originalmente Frederiks tydske Kirke (modificado durante la construcción después de la muerte de Eigtved, chapitel 1769 por Georg David Anthon).[37]

### Película
El director Nils Vest ha realizado la película  Arkitekten, der blev væk – eller hvem var Eigtved? [El arquitecto desaparecido... ¿o quién fue Eigtved?].

## Otras fuentes
- Knud Voss; Nicolai Eigtved (1971) Arkitekten Nicolai Eigtved, 1701-1754 (Copenhagen: Nyt Nordisk Forlag) ISBN 978-8717014657